# Avantatge mecànic

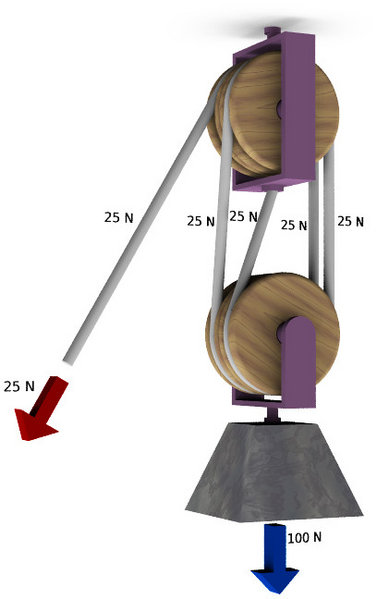
Esquema d'un polispast d'una politja mòbil amb un guany mecànic igual a 4. La càrrega hissada és quatre vegades la força aplicada.

El guany mecànic o avantatge mecànic és una magnitud adimensional que indica quant s'amplifica la força aplicada utilitzant un mecanisme (ja sigui una màquina simple, una eina o un dispositiu mecànic més complex) per contrarestar una càrrega de resistència.
Existeix una igualtat entre el treball motor i el treball resistent, i per això es diu, encara que amb poca exactitud, que en qualsevol màquina "el que es guanya en força es perd en camí recorregut o en velocitat".

## Tipus
Cal tenir-ne en compte dues formes de calcular-lo:
- 'Guany mecànic teòric'  o  'ideal' ; Obtingut de les suposades condicions ideals (element rígids, absència de fricció, etc.), es pot deduir calculant l'equilibri de la màquina en un diagrama de cos lliure.[1]
- 'Guany mecànic pràctic'  o  'real' ; Sempre és inferior a l'anterior, ja que el rendiment real del mecanisme és inferior a 1, és a dir, és inferior al 100%.

La magnitud del guany mecànic real és la relació entre la resistència que ha de vèncer una màquina i la força que se li aplica d'entrada.
{\displaystyle GM={\frac {R}{F}}}
on:
- '{\displaystyle GM}' és él guany mecànic;
- '{\displaystyle R}' és la càrrega de resistència;
- '{\displaystyle F} és la força d'entrada aplicada .

## Rendiment i energia
Per a una força donada, l'aplicada dependrà sempre del tipus de màquina i de les ineficiències presentades en forma de fregament. L'eficiència d'una màquina augmenta a mesura que els efectes del fregament disminueixen.
De manera ideal, un mecanisme transmetria tota l'energia aplicada per actuar contra la resistència, sense afegir o sostreure energia. Això vol dir que no hi hauria una font addicional d'energia (a diferència d'un servomecanisme), que el sistema no tindria fricció i que el mecanisme estaria format per sòlids rígids (o cables que no es poden estirar) que no es desgasten. El rendiment d'un sistema real s'expressa en termes d'eficiència respecte al sistema ideal, de manera que hi ha fricció, deformació i desgast.
{\displaystyle W_{sortida}=\rho \cdot W_{entrada}}
on:
- '{\displaystyle W_{sortida}}' és l'energia aplicada;
- '{\displaystyle W_{entrada}}' és l'energia que contraresta la càrrega de resistència;
- '{\displaystyle \rho }' és el rendiment. És inferior a la unitat en un cas real.

Potència
Per analogia, tenint en compte que la  potència representa l'energia per unitat de temps, la potència d'entrada seria igual que la potència de sortida en un sistema ideal. De la mateixa manera, en un sistema real, la potència obtinguda a la sortida del sistema serà igual a la potència d'entrada aplicada multiplicada pel rendiment.
{\displaystyle N_{sortida}=\rho \cdot W_{entrada}}
on:
- '{\displaystyle N_{sortida}}' es la potència obtinguda ;
- '{\displaystyle W_{entrada}}' es la potència d'entrada aplicada;
- '{\displaystyle \rho }' es el rendiment, inferior a la unitat en un cas real.

## Exemple en una palanca
Un model per a aquest principi pot il·lustrar-se amb la llei de la palanca. Quan la força resistent és el pes d'una càrrega, cal calcular el seu valor a partir de la massa de la càrrega i de l'acceleració de la gravetat, resultant
{\displaystyle R=m\cdot g}

Sobre la barra rígida que constitueix una palanca actuen tres forces:
- La  'potència' ;  'P' , aplicada voluntàriament per tal d'obtenir un resultat; ja sigui manualment o per mitjà de motors o altres mecanismes.
- La  'resistència' ;  'R' , exercida sobre la palanca pel cos a moure. El seu valor serà equivalent, pel  principi d'acció i reacció, per força transmesa per la palanca a aquest cos.
- La  'força de suport' , exercida pel fulcre (punt de suport de la barra) sobre la palanca. Si no es considera el pes de la barra, serà sempre igual i oposada a la suma vectorial de les anteriors, de manera que la palanca es manté sense desplaçar-se del punt de suport, sobre el qual gira lliurement.

Els braços de la palanca són:
- 'Braç de potència' ;  'Bp ' : la distància entre el punt d'aplicació de la força de potència i el punt de suport.
- 'Braç de resistència' ;  'Br ' : la distància entre la força de resistència i el punt de suport.

{\displaystyle P\times B_{p}=R\times B_{r}}

### Llei de la palanca
Enunciat: el producte de la potència pel seu braç és igual al producte de la resistència pel seu braç .
El guany mecànic és:
{\displaystyle GM={\frac {R}{P}}\ ={\frac {B_{p}}{B_{r}}}\ }

### Equilibri de parell de forces
Es pot entendre com un equilibri de  parells o moments de forces. El parell exercit per la potència respecte al fulcre és oposat al parell exercit per la resistència. Cal notar el producte vectorial de cada força pel seu braç de palanca. En cas que la força no fos perpendicular al seu braç de palanca, es multiplicaria la projecció de la força sobre la recta perpendicular al braç de palanca.
Els parells de forces són:
{\displaystyle M_{p}=M_{r}}
{\displaystyle P\times B_{p}=R\times B_{r}}
{\displaystyle P\cdot B_{p}\cdot \sin(\theta _{p})=R\cdot B_{r}\cdot \sin(\theta _{r})}
on {\displaystyle \theta _{p}} y {\displaystyle \theta _{r}} són els angles que formen la potència i la resistència amb els seus respectius braços.